# 多尔多涅河畔蒙索
多爾多涅河畔蒙索（法語：Monceaux-sur-Dordogne，法語發音：[mɔ̃so syʁ dɔʁdɔɲ]）是法国科雷兹省的一个市镇，属于蒂勒区。

## 地理
多尔多涅河畔蒙索（45°4'54"N, 1°54'28"E）面积36.93 平方千米，位于法国新阿基坦大区科雷兹省，该省份为法国中南部省份，北起上维埃纳省和克勒兹省，西接多爾多涅省，南至洛特省，东临多姆山省和康塔爾省。
与多尔多涅河畔蒙索接壤的市镇（或旧市镇、城区）包括：下巴西尼亚克、拉沙佩勒圣热罗、舍纳耶-马谢、讷维尔、雷加德、圣伊莱尔托里约、多尔多涅河畔阿让塔。

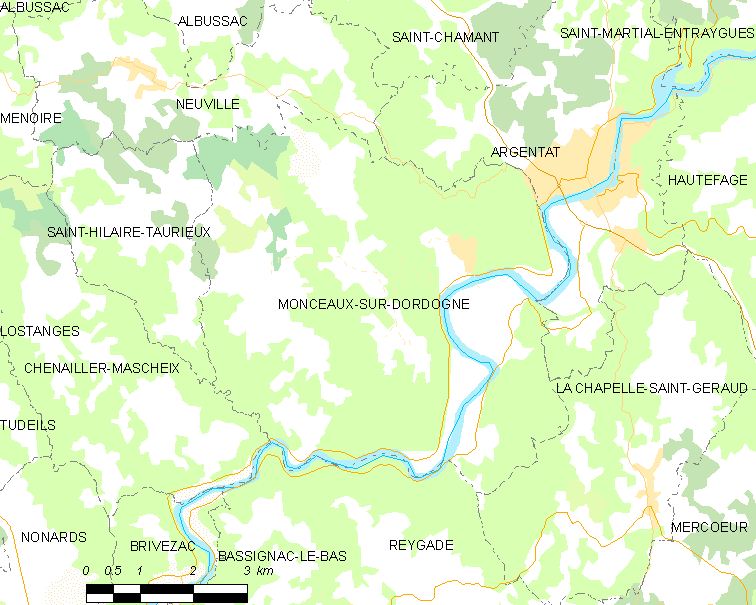
多尔多涅河畔蒙索的OSM定位图

多尔多涅河畔蒙索的时区为UTC+01:00、UTC+02:00（夏令时）。

## 行政
多尔多涅河畔蒙索的邮政编码为19400，INSEE市镇编码为19140。

## 政治
多尔多涅河畔蒙索所属的省级选区为多尔多涅河畔阿让塔县。

## 人口

1962-2008年间多尔多涅河畔蒙索人口变化图示

多尔多涅河畔蒙索于2022年1月1日时的人口数量为630人。